# Lita Stantic

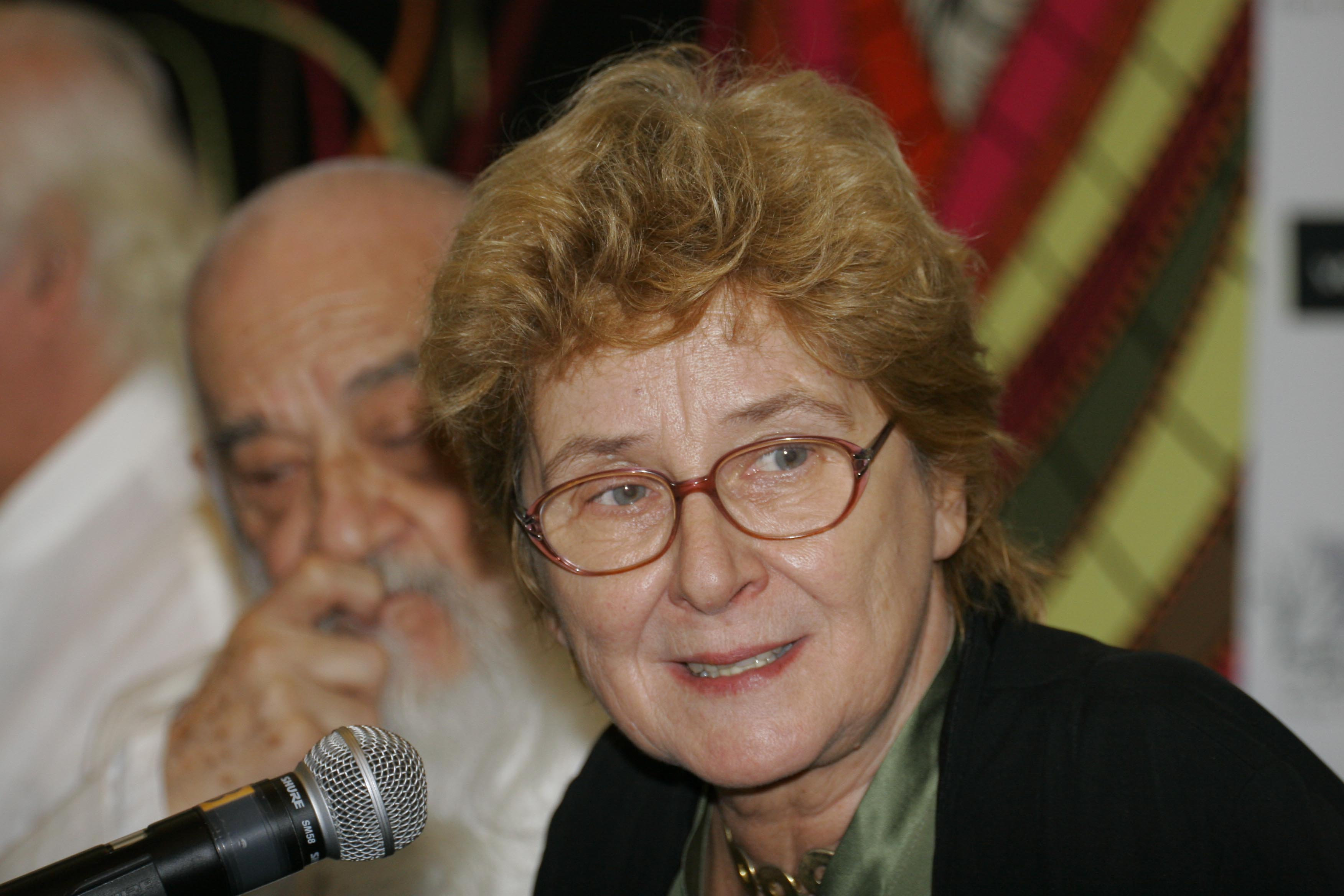
Lita Stantic (2008)

Élida Stantic (* 1942 in Buenos Aires), besser bekannt als Lita Stantic, ist eine argentinische Filmproduzentin, Drehbuchautorin und Filmregisseurin. Stantic hat einige der wichtigsten Filme des „Neuen Argentinischen Films“ produziert, bei denen z. B. Lucrecia Martel, Pablo Trapero und Adrián Caetano Regie führten.

## Leben und Werk
Stantic ist die Tochter von Einwanderern aus dem ehemaligen Jugoslawien. Schon früh beschloss sie, in der Filmindustrie zu arbeiten, die damals – in den 1950er- und 1960er-Jahren – eine Männerdomäne war. Vom Beginn ihrer Laufbahn an beobachtete sie das enorme Ungleichgewicht zwischen den Geschlechtern in der Filmbranche und setzte sich spätestens ab den 1970er-Jahren aktiv für die erhöhte Präsenz und Sichtbarkeit von Frauen ein.
Ursprünglich wollte Stantic Filmkritikerin werden, belegte dann aber Drehbuch- und Film-Kurse bei Simón Feldman. Anschließend schrieb sie sich an der neugegründeten Asociación de Cine Experimental (ACE) in Buenos Aires ein und lernte u. a. bei Manuel Antín und Rodolfo Kuhn. Sie traf dort zum ersten Mal den Filmemacher Octavio Getino.
1965 übernahm sie die Regieassistenz für Diario de campamento von Pablo Szir. Stantic und Szir wurden ein Paar und arbeiteten bis zum Zeitpunkt seiner Entführung zusammen. Die beiden haben eine gemeinsame Tochter.
Mitte der 60er-Jahre begann Stantic, zusammen mit Szir dokumentarische Kurzfilme zu drehen. Beeindruckt von Fernando Solanas’ Film La Hora de los Hornos schloss sie sich der Untergrundorganisation „Grupo Cine Liberacion“ an, die unter der Militärregierung verbotene Filme produzierte, vertrieb und im Verborgenen zeigte. Die Gruppe wurde von Solanas, Octavio Getino und Gerardo Vallejo angeführt. Stantic half dabei mit, Filme heimlich in Umlauf zu bringen.
Außerdem produzierte sie Pablo Szirs Film Los Velazquez, der auf einem Roman des Soziologen Roberto Carri basiert – einem Autor, der wie Szir später zu den Desaparecidos gehören sollte. Nach dem Militärputsch von 1976 wurde Szir entführt, mit ihm verschwand das Negativ zu Los Velazquez. Aus Angst zerstörte der am Film beteiligte Editor auch das Positiv, so dass der Film über den legendären Banditen Isidro Velázquez seither als verschollen gilt.
1973 begann sich Stantic von militanten politischen Aktionen zu distanzieren, da ihrer Meinung nach Gewalt zu immer mehr Gewalt führte. Sie produzierte nun hauptsächlich Werbefilme, was sie als reinen Broterwerb sah. Gegen Ende der Dekade trat sie jedoch als Produzentin von drei teilweise preisgekrönten Spielfilmen in Erscheinung: La parte del léon von Adolfo Aristarain (1978), eine düstere Abrechnung mit der im Lande grassierenden Korruption, und Contragolpe sowie La isla (beide 1979) von Alejandro Doria. La isla, ein Film über Insassen einer Irrenanstalt, der indirekt auf die Diktatur anspielt, wurde der erste argentinische Kassenschlager während der Militärdiktatur.
In den frühen 1980er-Jahren produzierte Stantic María Luisa Bembergs erste Filmregiearbeit Momentos und gleich darauf Señora de nadie. Die Zensur war zwar wenig begeistert von dem Werk, in dem eine geschiedene Frau und ein schwuler Mann die Hauptrollen spielen. Er wurde jedoch der erste kommerzielle Regieerfolg der argentinischen Schauspielerin. Anschließend brachte Stantic Bemberg auf die Idee zu dem Film Camila – Das Mädchen und der Priester, der ab 1984 ein Millionenpublikum fand, für den Oscar nominiert wurde und die Regisseurin international bekannt machte. Er war das erste Projekt von Stantics und Bembergs gemeinsamer Filmproduktion „GEA Cinematográfica S.A.“. In zehn Jahren Zusammenarbeit entstanden fünf Filme, die als das bis dahin wichtigste zusammenhängende Werk einer lateinamerikanischen Filmemacherin gelten. Stantic und Bemberg teilten sich dabei viele Aufgaben der Filmproduktion, wie z. B. Skriptentwicklung und Casting. Nach der Uraufführung begleiteten sie ihre Filme, sei es in Vorstadtkinos oder auf bekannte Filmfestivals. Stantic legte in dieser Zeit die Grundlagen für ihre Kenntnisse in der Entwicklung von Ko-Produktionen, Finanzierung  und Vertrieb.
Mit dem Erfolg von Camila war es Stantic und Bemberg möglich, internationale Stars zu verpflichten. So übernahm in der nächsten Produktion, Die Leidenschaft der Miss Mary, Julie Christie die Hauptrolle. Im letzten gemeinsamen Film von Stantic und Bemberg, Ich, die Unwürdigste von allen, spielten Assumpta Serna und Dominique Sanda. Beide Filme konnten mit ausländischen Partnern produziert werden, was aufgrund des schrumpfenden argentinischen Inlandsmarktes hilfreich war.
Während Bemberg den letzten Film vor ihrem Tod 1995 drehte, widmete sich Stantic der Regie ihres einzigen Langfilms: In Un muro de silencio erzählt sie die autobiografisch eingefärbte Geschichte einer britischen Filmemacherin, gespielt von Vanessa Redgrave, und einer Argentinierin, die ihren während der Militärdiktatur verschwundenen Mann nicht vergessen kann. Mit diesem Film, der 1993 herauskam, gewann Stantic die Aufmerksamkeit der Filmkritik. Vom argentinischen Publikum wurde der Film ignoriert. Stantic, die schon zusammen mit Luisa Bemberg die Arbeitsmöglichkeiten für Frauen beim Film verbessert hatte, beschäftigte auch bei Un muro de silencio zahlreiche Frauen hinter der Kamera.
Ab Mitte der 1990er Jahre produzierte Stantic einige Dokumentarfilme, darunter Lucrecia Martels TV-Film Las dependencias von 1999. Mit ihrer im selben Jahr gegründeten Filmproduktion Lita Stantic Producciones verantwortete sie Frühwerke des Neuen Argentinischen Kinos wie z. B. Pablo Traperos Mundo grúa – Die Welt der Kräne oder Martels La Ciénaga – Morast. Stantic förderte die jungen Filmemacher, sorgte für den Feinschliff der Drehbücher und die internationale Finanzierung sowie den weltweiten Vertrieb der Werke. Sie produzierte preisgekrönte Erstlingswerke und experimentelle Filme.
Sie entscheidet sich nie nach kommerziellen Kriterien für ein Projekt, sondern danach, ob sie selber den Film als „notwendig“ erachtet, d.h., ob er ihrer Meinung nach gebraucht wird.

## Filmografie (Auswahl)

### Filmproduktionen
- 1972: Los Velazquez (Produktion)
- 1978: La parte del léon (Produktion)
- 1979: La isla (Produktion)
- 1979: Contragolpe (Produktion)
- 1981: Momentos (Produktion)
- 1982: Ich gehöre niemand (Señora de nadie) (Produktion)
- 1984: Camila – Das Mädchen und der Priester (Camila) (Produktion)
- 1986: Die Leidenschaft der Miss Mary (Miss Mary) (Produktion)
- 1990: Ich, die Unwürdigste von allen (Yo, la peor de todas) (Produktion)
- 1991: Geheimnisse eines Sommers (El Verano del potro) (Produktion)
- 1993: Un muro de silencio (Regie, Drehbuch)
- 1998: Dársena sur (Produktion)
- 1999: Mundo grúa – Die Welt der Kräne (Mundo Grúa) (Produktion)
- 1999: Bolivia (Koproduktion)
- 2001: La Ciénaga  – Morast (Produktion)
- 2002: Der rote Bär (Un Oso Rojo) (Produktion)
- 2002: Aus heiterem Himmel (Tan de repente) (Produktion)
- 2004: La niña santa – Das heilige Mädchen (La niña santa) (Produktion)
- 2006: Hamaca Paraguaya – Eine Hängematte in Paraguay (Hamaca paraguaya) (Koproduktion)
- 2008: Opferlamm (Cordero de Dios) (Produktion)
- 2015: La patota (Produktion)

### Fernsehproduktionen
- 1996: Sol de otoño
- 1998: Historias de vidas, Encarnación Ezcurra
- 1998: Historias de vidas, Silvina Ocampo
- 1999: Las dependencias

## Auszeichnungen
- 2002: Besondere Erwähnung beim Internationalen Festival des Neuen Lateinamerikanischen Films für Aus heiterem Himmel und Der rote Bär
- 2002: Silberner Leopard für Aus heiterem Himmel beim Locarno Film Festival
- 2003: Prinz-Claus-Preis
- 2007: Raimondo Rezzonico-Preis für unabhängige Filmproduktion des Filmfestivals Locarno[12]